# 30107 KM
30107 KM ist die Bezeichnung russischer Stahlrohrmasten für UKW/TV-Sendeanlagen, welche in der ersten Hälfte der 1960er Jahre an mehreren Orten in der Sowjetunion  errichtet wurden. Der Mast vom Typ 30107 KM hat üblicherweise einen 151 oder 182,5 Meter hohen Mastkörper mit einer Wandstärke von 10 bis 16 Millimetern. Er existiert sowohl in einer Version, welche in 3 Richtungen abgespannt ist, als auch in einer Version, die in 4 Richtungen abgespannt ist.
Seine markanteste Eigenschaft allerdings, die ihn auch sein charakteristisches Aussehen verleiht, sind die in 2 Ebenen angeordneten Querträger, auf denen sich ein mit einem Geländer versehener Laufsteg befindet, der vom Mastkörper zu den äußersten Abspannseilen führen. 
Diese Querträger dienen zur Dämpfung windinduzierter Schwingungen und können auch zur Installation von Antennen genutzt werden.
Auf dem Gebiet der ehemaligen Sowjetunion wurden auch seilverankerte Stahlrohrsendemasten ohne diese Querträger verwirklicht. Allerdings sind derartige Maste nicht sonderlich außergewöhnlich, weil derartige Bauwerke auch in Deutschland, Tschechien, der Slowakei, Frankreich, Großbritannien, Japan, Südkorea, Schweden, Slowenien und Polen verwirklicht wurden.

## Realisierte 30107 KM Sendemaste mit Querträgern
| Ort               | Baujahr | Höhe    |         | Zahl der Ebenen von Querträgern | Zahl der Querträger pro Ebene                             | Koordinaten                      |
| ----------------- | ------- | ------- | ------- | ------------------------------- | --------------------------------------------------------- | -------------------------------- |
| Winnyzja          | 1961    | 1161 ft | 354 m   | 2                               | 3                                                         | 49° 14′ 30″ N, 28° 25′ 25,3″ O   |
| Orenburg          | 1961    | 656 ft  | 200 m   | 2                               | 3                                                         | 51° 46′ 18,1″ N, 55° 6′ 58,1″ O  |
| Krywyj Rih        | 1960    | 607 ft  | 198 m   | 2                               | 3                                                         | 47° 54′ 42,4″ N, 33° 25′ 5,9″ O  |
| Vladikavkaz       | 1961    | 650 ft  | 198 m   | 2                               | 3                                                         | 43° 0′ 56″ N, 44° 41′ 10,5″ O    |
| Barnaul           | 1962    | 648 ft  | 197,5 m | 2                               | 3                                                         | 53° 18′ 8,5″ N, 83° 46′ 4,7″ O   |
| Pervomaysk        | ?       | 643 ft  | 196 m   | 2                               | 3 Bild (Memento vom 16. Februar 2012 im Internet Archive) | 48° 4′ 1,2″ N, 30° 51′ 29,4″ O   |
| Izhevsk           | 1962    | 640 ft  | 195 m   | 2                               | 3                                                         | 56° 52′ 19,1″ N, 53° 9′ 50,1″ O  |
| Yuzhno-Sakhalinsk | 1963    | 597 ft  | 182 m   | 2                               | 4                                                         | 46° 56′ 59,5″ N, 142° 45′ 1,5″ O |
| Saransk           | 1961    | 591 ft  | 180 m   | 2                               | 4                                                         | 54° 11′ 12″ N, 45° 8′ 49,3″ O    |
| Biysk             | 1965    | 591 ft  | 180 m   | 2                               | 4                                                         | 52° 32′ 53,8″ N, 85° 11′ 45,6″ O |
| Arkhangelsk       | 1964    | 495 ft  | 151 m   | 2                               | 3                                                         | 64° 32′ 47,2″ N, 40° 30′ 55,8″ O |
| Kaliningrad       | 1962    | 495 ft  | 151 m   | 2                               | 3                                                         | 54° 43′ 41,8″ N, 20° 29′ 39,9″ O |
| Wessjolowka       | 1965    | 495 ft  | 151 m   | 2                               | 3                                                         | 54° 35′ 32,4″ N, 22° 0′ 47″ O    |